# Val Medel
Das Val Medel ([ˌvalˈmedəl]ⓘ) ist ein rechtes Seitental der Surselva im schweizerischen Kanton Graubünden. Es erstreckt sich etwa 15 km lang von Disentis/Mustér (1130 m ü. M.) in südlicher Richtung bis zum Lai da Sontga Maria am Lukmanierpass (1906 m). Durch das Tal führt die Strasse zum Lukmanierpass und weiter ins Tessin.
In den untersten drei Kilometern bildet das Tal eine enge Schlucht, die «Medelserschlucht» oder «Las Ruinas», die sich beim Dorf Curaglia zum grünen und fruchtbaren Trogtal weitet.

## Siedlungen

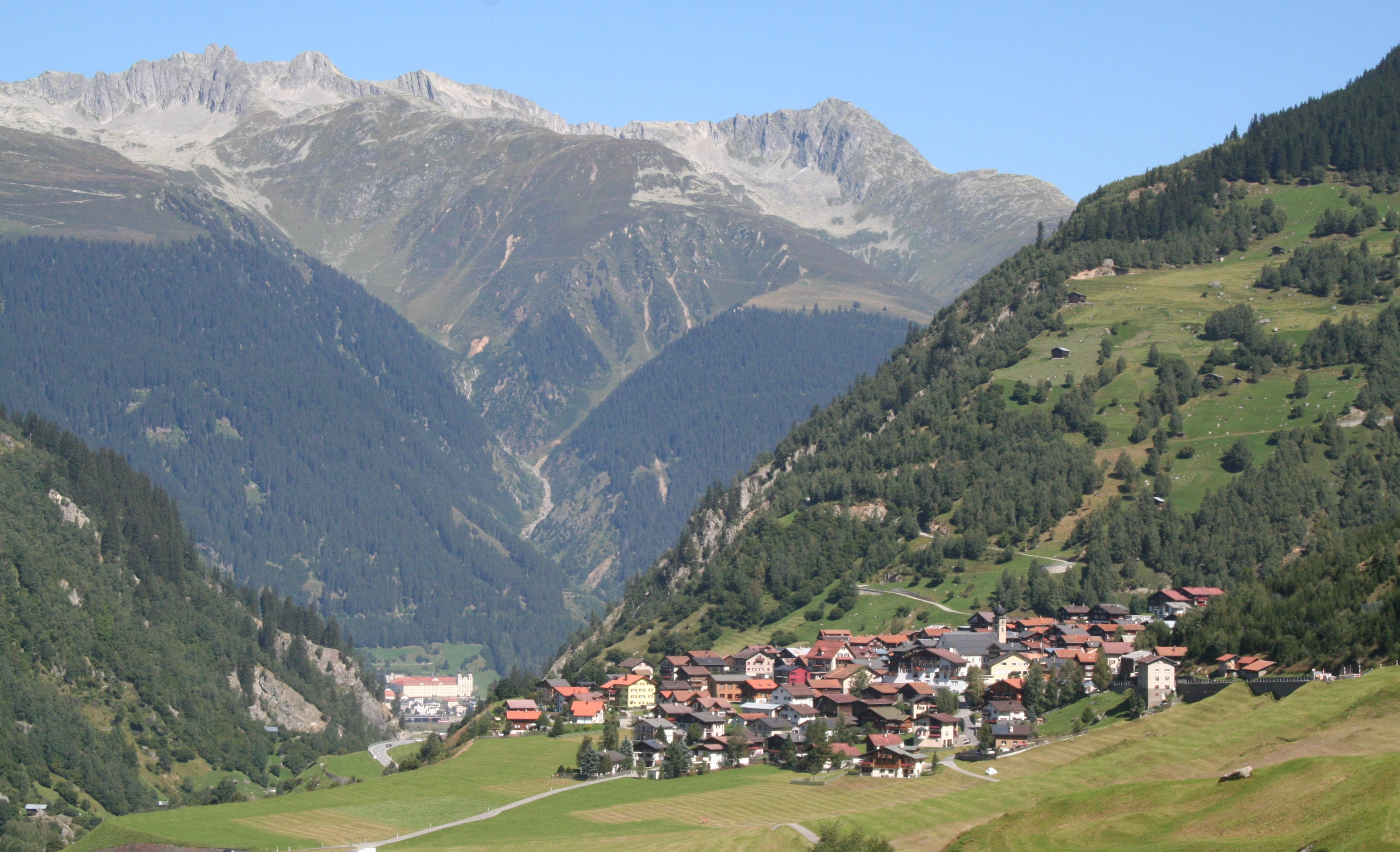
Curaglia, im Hintergrund das Kloster Disentis

Die einzige Gemeinde im Tal ist Medel (Lucmagn), die zahlreiche Dörfer, Weiler und Einzelsiedlungen an beiden Talseiten umfasst. Das grösste und nördlichste Dorf ist Curaglia. Weitere Siedlungen sind (von Norden nach Süden) Mutschnengia, Platta, Pardé, Fuorns und Acla. Das ganze Gemeindegebiet erstreckt sich über 136 km², von denen über 90 km² unproduktive Fläche sind.

## Sprache und Religion
Im Val Medel wird Sursilvan gesprochen, und zwar eine Vermischung der Dialekte von Disentis/Mustér und des im Tujetsch gesprochenen Tuatschin. Die grosse Mehrheit der Bevölkerung ist katholisch.

## Gewässer

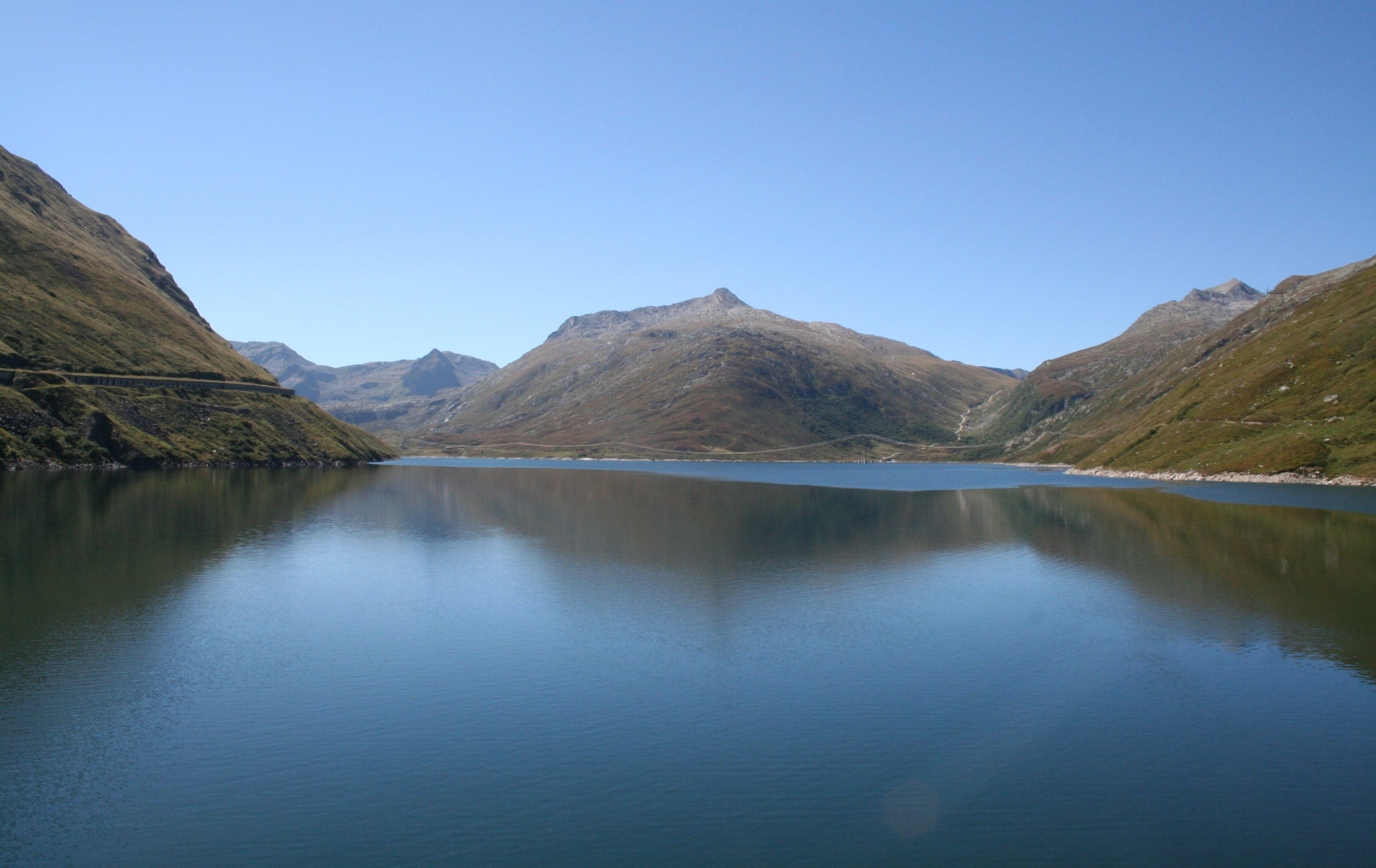
Lai da Sontga Maria

Wichtigster Fluss im Tal ist der Rein da Medel. Im oberen Talabschnitt unterhalb des Stausees Lai da Sontga Maria wird er Froda genannt. Nach der Vereinigung mit dem Rein da Cristallina, der das Val Cristallina entwässert, beim Weiler Pardatsch (1559 m) wird er Rein da Medel genannt. Unterwegs nimmt er zahlreiche weitere Bäche von beiden Talseiten her auf. Im untersten Talabschnitt passiert der Fluss die Medelserschlucht Las Ruinas und mündet dann südlich von Disentis/Mustér in den Vorderrhein.
Auf dem Massiv um den Piz Medel liegt das ausgedehnte Gletscherfeld des Medelsergletschers.

## Seitentäler
Bei Curaglia mündet von Südosten das Val Plattas in das Val Medel, beim Weiler Pardatsch ebenfalls aus Südosten das Val Cristallina.
Die im Kanton Tessin gelegenen Quelltäler des Rein da Medel, das Val Cadlimo und das Val Termine werden nicht zum Val Medel gezählt.

## Bilder

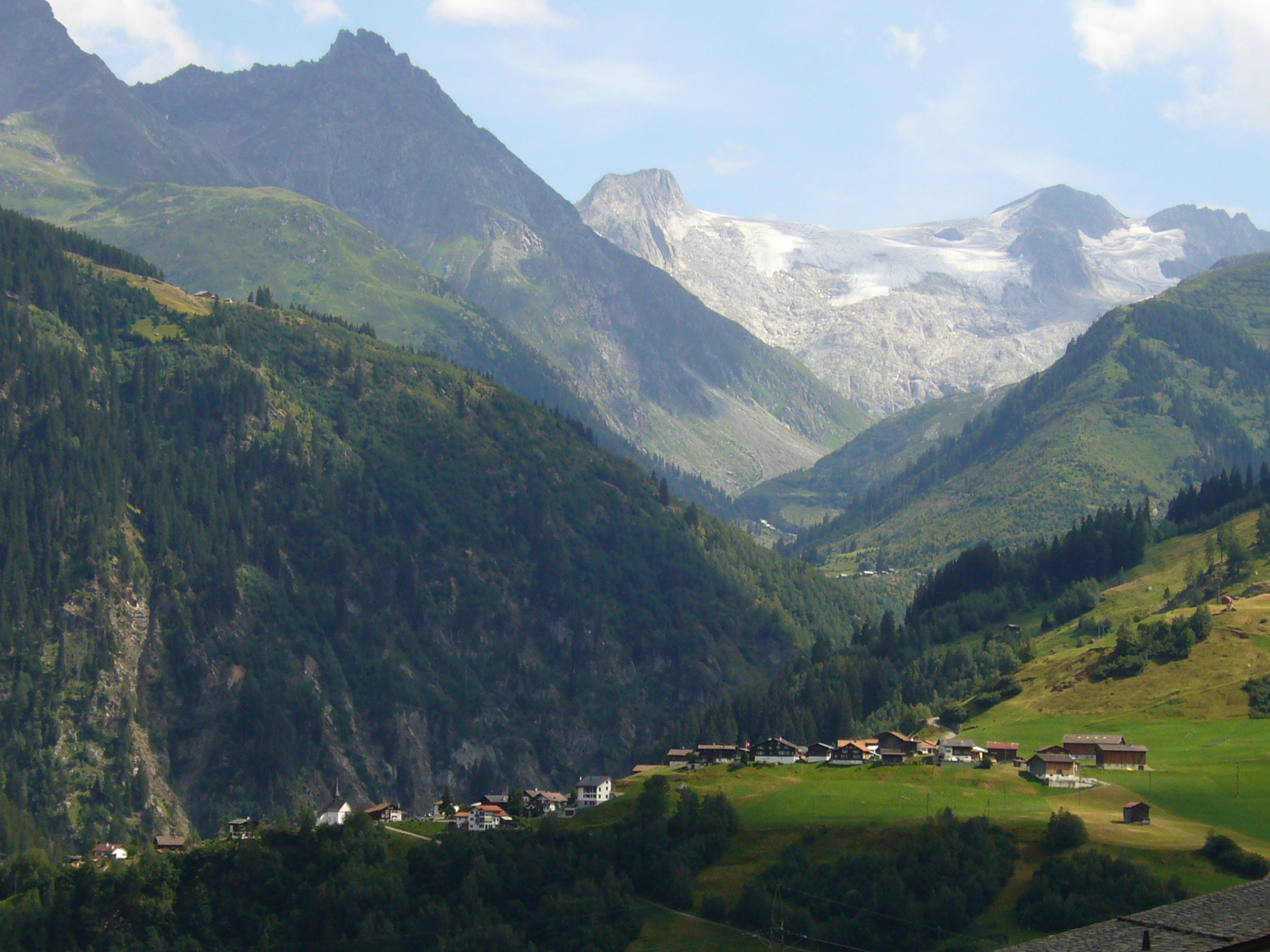
Mumpé Medel im Vordergrund, dahinter die Medelserschlucht, im Hintergrund der Piz Medel und der Medelsergletscher
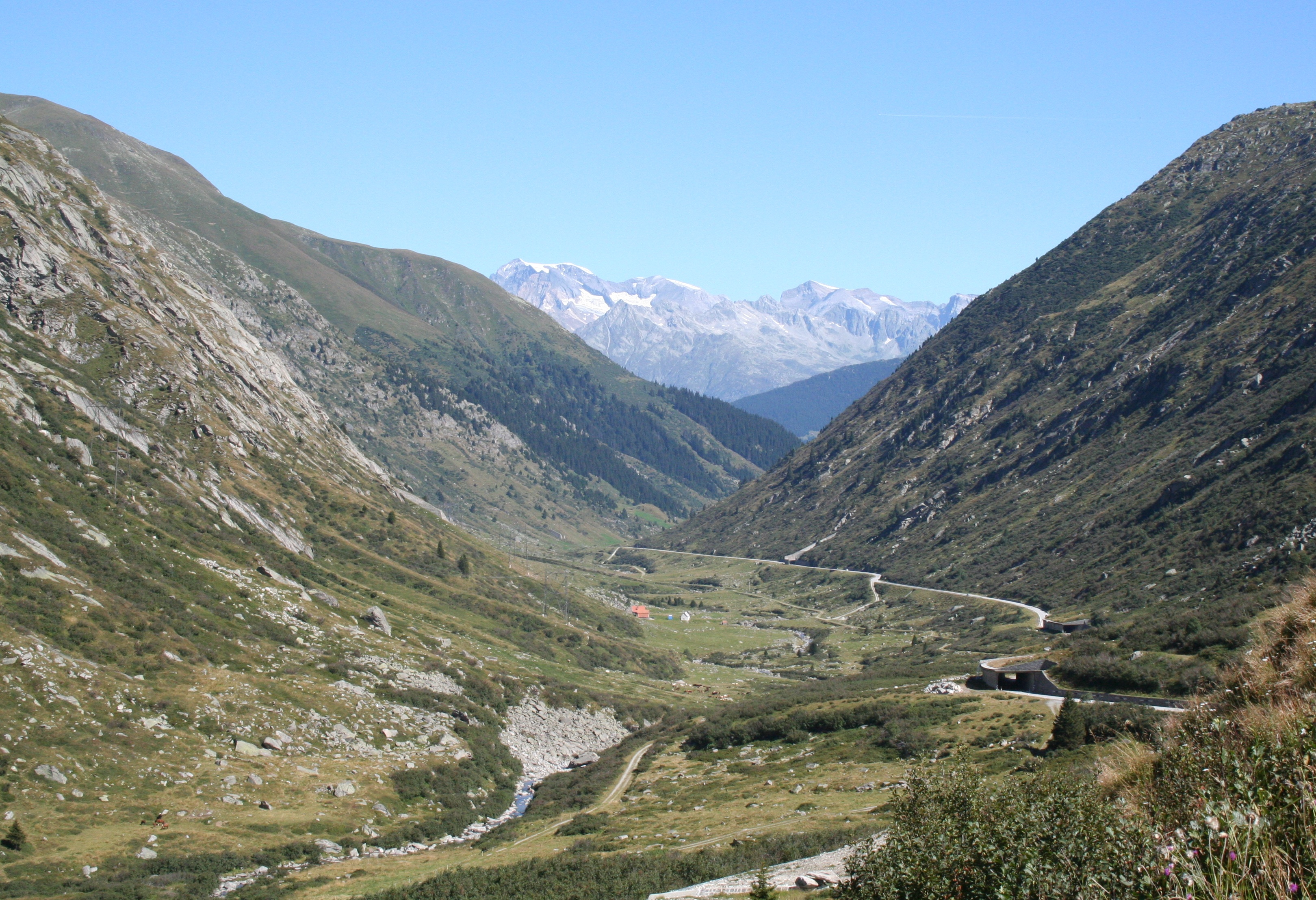
Südlicher Teil bei Sogn Gagl
Val Medel, Blick Richtung Nordnordost zum Tödi. Historisches Luftbild von Werner Friedli (1954)